# عمر حاشي آدم
عمر حاشي آدم (بالصومالية: Cumar Xaashi Aaden)‏ (توفي 18 يونيو 2009) سياسي ينحدر من محافظة هيران بوسط الصومال، شغل مقعدا في البرلمان الصومالي في ظل حكومة سياد بري، انتقل إلى إريتريا خلال الحرب الأهلية الصومالية، بعد تشكيل الحكومة الاتحادية الانتقالية في الصومال شغل مناصب فيها حتى عُين وزيرا للأمن الداخلي. 
قبل الغزو الإثيوبي للصومال، شغل عمر مقعدا في البرلمان الانتقالي رغم إقامته في إريتريا.  في عهد الرئيس شريف شيخ أحمد عُين عمر حاشي وزيراً للأمن الداخلي، وشارك في الحرب ضد حركة الشباب، في 18 يونيو 2009 قُتل عمر حاشي آدم في تفجير بلدوين الذي نفذه انتحاري ما أسفر عن مقتل 35 شخصا.  وأكد مسؤولون إن الانفجار الذي استهدف فندقا في بلدة بلدوين قرب الحدود الإثيوبية أسفر عن مقتل الوزير عمر حاشي آدم و 19 آخرين بينهم عدد من المسؤولين الحكوميين، وألقى الرئيس الصومالي شريف شيخ أحمد باللوم على حركة الشباب - المرتبطة بالقاعدة، التي تبنت الهجوم لاحقًا.